# Оскар Пешель
Оскар Пешель (17 березня 1826, Дрезден, Німецький союз — 31 серпня 1875, Лейпциг, Саксонське королівство, Німеччина) — німецький географ і антрополог, який багато сприяв новій постановці землезнавства та посиленню інтересу до цієї науки в Німеччині. Завдяки його дослідженням рельєфу земної поверхні нині визнається одним із родоначальників геоморфології.

## Життєпис
Народився сім'ї офіцера. У 1845—1848 роках вивчав право в Лейпцигу та Гайдельберзі. Після закінчення університету деякий час входив до складу редколегії журналу Augsburger Allgemeine Zeitung. Редагуючи протягом 17 років (1854—1871) щотижневий журнал Ausland, він перетворив його з огляду духовного та морального життя народів на «огляд нових досліджень у галузі природи, землезнавства та народознавства». Чи не перший у Німеччині він ще на початку 1860 звернув увагу на книгу Чарльза Дарвіна «Походження видів» і присвятив кілька статей загальнодоступному викладу нового вчення. Після виходу його «Історії епохи Великих відкриттів» (нім. Geschichte des Zeitalters der Entdeckungen; Штутгарт, 1858; 2-е видання — 1877) комісія, яку заснував баварський король Максиміліан II для складання історії окремих наук, запропонувала Пешелю написати історію географії, що він і виконав 1865 року в ґрунтовній праці «Історія географії до Гумбольдта і Ріттера» (нім. Geschichte der Erdkunde bis auf A. v. Humboldt und K. Ritter; Мюнхен, 1865; 2-ге видання, А. Руге, вийшло вже після смерті автора; інші статті Пешеля, Abhandlungen zur Erd-und Völkerkunde, видав Левенберг, Лейпциг, 1877—1879).
Збірник статей Пешеля з питань загального землезнавства видано 1870 року під назвою «Нові проблеми порівняльної географії як спроба морфології земної поверхні» (нім. Neue Probleme der vergleichenden. Erdkunde als Versuch einer Morphologie der Erdoberfläche; Лейпциг, 1870; 4-те видання — 1883). На підставі цих талановитих нарисів лежить прагнення ввести у вивчення земної поверхні порівняльні методи, раніше застосовані в порівняльній анатомії для вивчення організації тварин, щоб досліджувати причинні зв'язки в природі. Пешель одним із перших почав активно складати топографічні карти для своїх досліджень, чим значно збагатив порівняльну методологію, але при цьому допускав формалізацію порівняльного методу, оскільки вивчав походження та класифікацію різних форм рельєфу лише на основі їх морфометричних даних та конфігурації. Ці нариси застаріли вже на кінець XIX століття, але свого часу вони вказали нові цілі та шляхи географії. Інша низка статей, про вплив природи різних країн на розвиток людської культури, започаткувала нову велику працю Пешеля під назвою «Етнологія» (нім. Völkerkunde; 1875; 7 видань). Це — один із найкращих загаільних та доступних творів для ознайомлення з побутом та умовами життя менш культурних народів. У своїх роботах Пешель виділяв сім людських рас: австралоїди, монголоїди (до яких відносив і індіанців), негроїди, бушмени (капоїди), дравіди та європеоїди.
У квітні 1871 Пешель зайняв кафедру географії в Лейпцизькому університеті. За короткий час він встиг значно підняти рівень викладання землезнавства та підготувати кілька учнів, які продовжили цю справу. Своїми працями Пешель вплинув на новітній розвиток географії в Німеччині, де вона до нього перебувала під надмірним впливом школи К. Ріттера, яка бачила в огляді земної поверхні лише хіба що вступ до вивчення людської історії. Пешель вказав на завдання землезнавства, яке має спиратися на дані природознавства. Хоча він не мав значної природничо-наукової підготовки і діяльність його як професора тривала недовго (чотири роки), проте з його ім'ям багато хто пов'язував настання нового періоду в історії географії в Німеччині.

## Цікаві факти
Саме Пешелю належить фраза, яку часто помилково приписують Отто фон Бісмарку: «Битву під Садовою виграв прусський шкільний учитель.». Точно фраза звучала так: «…Народна освіта відіграє вирішальну роль у війні… коли пруссаки побили австрійців, це була перемога прусського вчителя над австрійським шкільним учителем» (газета «Закордон», липень 1866 р.).